# Reprezentacja Słowacji na Mistrzostwach Świata w Narciarstwie Klasycznym 2005
Reprezentacja Słowacji na Mistrzostwach Świata w Narciarstwie Klasycznym 2005 w Oberstdorfie liczyła 11 sportowców, w tym 4 kobiety i 8 mężczyzn. W składzie znalazło się dziewięcioro biegaczy i biegaczek, jeden kombinator norweski i jeden skoczek narciarski.
Reprezentanci Słowacji nie zdobyli żadnego medalu. Najwyższe miejsce zajął Martin Bajčičák, który był czwarty w biegu pościgowym mężczyzn.

## Wyniki

### Biegi narciarskie

#### Mężczyźni
Sprint
- Stanislav Holienčík - 43. miejsce
- Michal Malák - 47. miejsce

15 km stylem dowolnym
- Martin Bajčičák - 10. miejsce
- Michal Malák - 60. miejsce
- Ondrej Benka-Rybár - 83. miejsce

Bieg pościgowy 2x15 km
- Martin Bajčičák - 4. miejsce
- Ivan Batory - 48. miejsce
- Ondrej Benka-Rybár - nie ukończył

50 km stylem klasycznym
- Martin Bajčičák - 24. miejsce
- Ivan Batory - 37. miejsce

#### Kobiety
Sprint
- Alena Procházková - 17. miejsce

10 km stylem dowolnym
- Alena Procházková - 58. miejsce
- Barbara Blašková - 60. miejsce

Bieg pościgowy 2x7,5 km
- Alena Procházková - 44. miejsce

30 km stylem klasycznym
- Magdaléna Števicová - nie ukończyła
- Lenka Plchová - nie ukończyła

### Kombinacja norweska
Gundersen HS 100 / 15 km
- Michal Psenko - nie ukończył

Sprint (7,5 km + HS 137)
- Michal Psenko - 46. miejsce

### Skoki narciarskie
Konkurs indywidualny na skoczni HS 100
- Martin Mesík - 47. miejsce

Konkurs indywidualny na skoczni HS 137
- Martin Mesík - odpadł w kwalifikacjach